# 성교

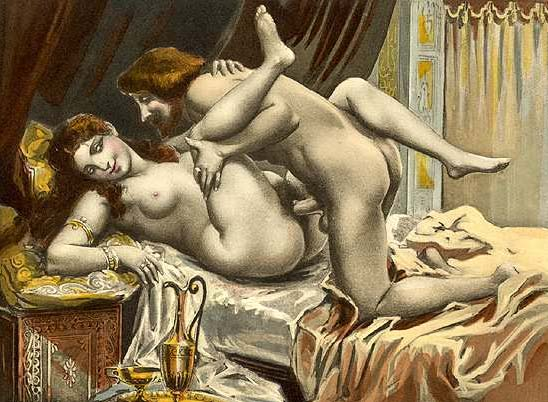
에두아르 앙리 에이브릴이 묘사한 선교적 위치에서의 성관계

성교(性交) 또는 성관계(性關係, 영어: sexual intercourse)는 성적 쾌락, 생식 또는 두 가지 모두를 위해 인간의 질 내부에 음경을 삽입하고 밀어 넣는 성행위다. 대개 인간을 대상으로 쓰이며 곤충과 동물의 경우 교미(交尾)라는 단어로 정의한다.

## 생식과 쾌락
생물적 생식은 생물의 진화 과정에서 주어진 환경에 맞게 수없이 변모, 발전되어 왔다. 세포 분열을 통한 개체의 증식에서 비롯하여 자가수정 그리고 수정에 암수가 직접 또는 간접적으로 관계를 맺는 방법에 이르기까지 생식 방법은 천차만별이다. 동물계에서는 몇 개의 다른 생물 부류를 제외한다면 암수가 교미함으로써 생식 행위에 참여하게 된다. 생식 행위는 일반적으로 암수의 음경과 질(또는 항문)의 접촉과 결합을 뜻하며, 생식 행위의 본질은 암컷이 난자의 수정을 위해서 수컷으로부터 정자를 받는 것이다.
인간은 결혼을 하게 되면 부부관계를 갖는다. 원래는 성관계라고 일컫는데, 남성의 생식기를 여성의 질내에 삽입하고 사정을 하여 수정하게 되는 행위를 말한다. 두 개체는 서로 다른 성이다. 최근에는 비생식기관의 삽입(구강 성교나 항문 성교) 또는 생식 기관 이외의 부위(손가락, 주먹 등)의 삽입도 성교의 범주에 넣기도 한다.비삽입 성교와 상호 자위(구강 성교 등 여성의 질 내에 삽입하지 않는 성교)를 "간접 성교"(outercourse)라 칭한다. 성적 친밀함이란 맥락에서 섹스라는 말은 보편적이지는 않으나 흔히 생식기의 상호 자극(직접 성교나 간접 성교)의 형태로 이해된다.
대부분의 동물은 수정이 잘 이루어지게끔 발정기에 자연적으로 성교를 한다. 그러나 지금까지 알려진 바로는, 사람, 보노보, 돌고래, 침팬지는 암컷이 발정기가 아닌 경우에도 교미를 하며, 동성과도 관계를 갖는다고 한다.
대부분의 경우 인간은 육체적 쾌락을 위해 성교를 한다. 위에서 언급한 동물의 교미도 즐거움을 얻기 위한 것이기도 하며, 사회적 유대를 강화한다.

## 인간
성교는 번식을 위한 성행위뿐만 아니라, 남녀의 전희 과정에서 행해지는 오럴섹스라고도 불리는 여성 성기에의 구강애무 등과 같이 쾌락 혹은 애정을 표현하기 위한 성적 행위도 포함한다. 하지만 섹스라는 말은 비삽입성교를 의미하지 않는다. 성교는 강력한 감정적 유대의 수단이며, 이는 많은 사회에서 피임과 동성간 성교가 빈번히 행해지고 있음으로부터 재확인할 수 있다.
질삽입 성교(vaginal intercourse 또는 coitus)는 번식의 기능을 띄는 인간이 교접하는 형태이다. 발기한 음경이 질에 삽입되는 것을 의미하지만 다수의 성행위자는 입맞춤을 통해 애정을 표현하거나 오르가즘에 이르기 위해 음경과 질이 마찰을 일으키게 하는 등의 행위를 함께 겸하기도 한다.
교접에 앞서 전희를 행하기도 하는데, 전희의 한 과정인 커닐링구스는 여성의 성적 자극을 불러일으켜 질에 자연스럽게 윤활 작용을 일으킨다. 뿐만 아니라 장시간의 커닐링구스는 남성의 정신적 자극을 불러일으켜 음경의 지속적인 발기를 돕는다.
오르가즘에 이른 남성의 음경은 근육 수축을 통해 정액을 사정한다. 정액은 음경을 거쳐 여성의 질로 이동한 이후 질 천장에서 자궁 경부와 자궁을 지나 나팔관에 도달한다. 이때 여성의 가임 난자가 나팔관에 있으면 남성의 생식체가 난자와 결합하며, 이를 수정한다고 한다. 수정한 난자가 자궁으로 옮아가 자궁 내막에 착상하면 임신이 시작된다. 즉, 태아가 형성되는 것이다. 남성의 1회 사정에 포함되는 정액의 정자수는 수천만 개에서 수억 개에 이르며, 이는 난자와 수정할 확률을 높이는 효과를 갖는다.
대부분의 생물 종과는 달리 인간은 발정기를 갖지않아 사람은 언제든지, 심지어는 임신 중에도 성교를 행할 수 있다.

## 원시 시대의 성교
인간과 동물의 번식에 기초가 되는 생리적 행위의 결과를 알지 못했다는 사실이 원시인들의 남녀 관계를 규정한다. 남성은 여성의 뱃속에 생긴 아이가 성교 도중에 자신의 정액에 의해 만들어진 것임을 알지 못했으므로, 갓난아이가 자신이 속한 집단의 아이일 뿐 자신의 아이는 아니라고 생각했다. 그는 동일한 여성과의 몇 년간에 걸친 성교 중에 출산이라는 이상한 사건이 몇 차례나 반복되어도 자신을 “아버지”로는 간주하지 않았다. 한 사람의 남성이 동일한 여성과 그녀의 임신 9개월 동안 성적 쾌락을 단 한 번밖에 구하지 않았던 경우는 드물었고, 또 그가 그녀와 성교한 유일한 남성인 경우도 극히 드물었던 만큼 더더욱 자신을 아이의 아버지라 생각할 수 없었던 것이다.

## 동물의 성교
물 속에 사는 수많은 동물들은 체외 수정을 한다. 수많은 초식 동물(이를테면 파충류, 일부 물고기, 그리고 대부분의 날짐승)들의 내부 수정은 총배설강 교미를 통해 일어난다. 반면 포유 동물들은 질을 통해 교미하며 수많은 원시 초식 동물들은 체내 수정으로 성교를 한다.
그러나 육지에서 생활하는 일부 절지동물들은 체외 수정을 한다. 이를테면 원시 곤충의 경우 수컷은 정자를 배양기 위에 놓는데 가끔은 특별한 구조물 안에 저장해 놓기도 하며 구애를 함으로써 암컷이 정자 꾸러미를 생식기 쪽으로 가져오게 유도한다. 잠자리와 거미 등의 군에서 수컷은 정자를 생식기에서 빠져나온 이차 교미 구조물로 밀어내며 암컷에게 수정하게 한다. 진보한 곤충군에서 수컷은 음경을 사용하여 정자를 직접 암컷의 생식관에 주입한다.

## 윤리적·법률적 문제
다른 성적인 활동과는 달리 질내 성교는 종교적이나 실정법상으로 금기시되지 않아 왔다. 이는 종족이 번영하는 것에 대한 생산적이고 창조적인 일이기 때문이다. 성관계를 금지하는 문화는 이제 별로 남아 있지 않다. 예외적으로 기독교의 분파인 셰이커교도는 4가지 금지 사항이 있다. 그러나 일정한 종교에서 어느 이상 위치에 있는 수행자들에게 성관계를 금지하는 경우는 있다. 로마 가톨릭교회의 사제나 불교의 승려들이 대표적인 경우이다.
어떤 관념 내에서는 질내 성교만이 “정상적”인 성교로 인정된다. 인류 문명사에서 “비정상적”으로 간주된(또는 “비정상”으로 간주된 적이 있는) 성행위는 다음과 같다.
- 혼전 성교
- 간통
- 성매매
- 근친상간
- 아동 성학대
- 수간
- 복혼

## 같이 보기
- 애정 표현
- 세이프 섹스
- 피임 도구 : 콘돔 · 루프 · 피임약
- 임신 · 피임
- 전희 · 후희
- 구강성교
- 성적 지향 : 이성애 · 동성애 · 양성애 · 무성애
- 나이 차이와 성적 관계
- 사디즘 · 마조히즘
- 섹스
- 오르가즘
- 섹스 심벌
- 성과학
- 성적 각성
- 성적 역할극
- 성적 속어
- 카마 수트라
- 무성생식
- 방중술
- 베누스
- 성범죄 : 강간 · 윤간 · 성추행 · 성매매 · 성희롱
- 동정 · 처녀
- 유사 성행위
- 자위행위
- 야외 성교
- 성교 체위
- 혼전 성교
- 부계불확실성
- 욕정
- 강동훈

## 참고
1. ↑  Sexual intercourse 브리태니커 항목.
2. ↑  “Sexual Intercourse”. health.discovery.com. 2008년 1월 12일에 확인함.
3. ↑  전통적으로 교접이란 남성과 여성의 성적 접촉의 자연스러운 종착점으로 인식되었다.
4. ↑  Kate Havelin (1999). 《Dating: "What Is a Healthy Relationship?"》. Capstone Press. 64쪽. 0736802924. |title=에 외부 링크가 있음 (도움말)
5. ↑  Isadora Alman (2001). 《Doing It: Real People Having Really Good Sex》. Conari. 280쪽. 1573245208. |title=에 외부 링크가 있음 (도움말)
6. ↑  Ann van Sevenant (2005). 《Sexual Outercourse: A Philosophy of Lovemaking》. Peeters. 249쪽. 9042916176. |title=에 외부 링크가 있음 (도움말)
7. ↑  Ian Kerner (2004). 《She Comes First: The Thinking Man's Guide to Pleasuring a Woman》. HarperCollins. 240쪽. 1573245208. |title=에 외부 링크가 있음 (도움말)
8. ↑  Klein, Marty. “The Meaning of Sex”. Electronic Journal of Human Sexuality, Volume 1 August 10, 1998:. 2007년 12월 9일에 확인함.
9. ↑  "Females of almost all species except man will mate only during their fertile period, which is known as estrus, or heat..." Helena Curtis (1975). 《Biology》. Worth 출판사s. 1065쪽. 0879010401.
10. ↑  Pineda, Leslie Ernest McDonald (2003). 《McDonald's Veterinary Endocrinology and Reproduction》. Blackwell Publishing. 597쪽. 0813811066. |title=에 외부 링크가 있음 (도움말)
11. ↑  Frans de Waal, "Bonobo Sex and Society", Scientific American (March 1995): 82-86.
12. ↑  Dinitia Smith, "Central Park Zoo's gay penguins ignite debate", San Francisco Chronicle (February 7, 2004). Available online at http://www.sfgate.com/cgi-bin/article.cgi?f=/c/a/2004/02/07/MNG3N4RAV41.DTL.
13. ↑  Bruce Bagemihl, Biological Exuberance: Animal Homosexuality and Natural Diversity (St. Martin's Press, 1999). id 0-312-19239-8
14. ↑  Jared Diamond (1992). 《The rise and fall of the third chimpanzee》. Vintage. 978-0099913801.
15. ↑  John, Gartner (2006년 8월 15일). “Animals Just Want to Have Fun”. wired.com. 2013년 1월 6일에 원본 문서에서 보존된 문서. 2009년 6월 18일에 확인함.
16. ↑  Diamond, Jared (1997). 《Why is Sex Fun?》.
17. ↑  
《세계풍속사》(상), 파울 프리샤우어 지음, 이윤기 옮김(1992, 까치) 13~14쪽.